# EX-328
La carretera EX-328 es de titularidad de la Junta de Extremadura. Su categoría es local. Su denominación oficial es   EX-328 , de   A-5  a Montijo.